# 김승현 (기업인)
김승현(Brainhammer, 1989년 7월 13일 ~ )은 대한민국의 기업인이자 스타트업 대표이다. 좌우명은 “혁신을 하려면 자신의 고정관념부터 파괴해라. 그때부터 창조는 시작된다.”이다.

## 이력
2012년 하이디자인 창업
2016년 아리랑 TV(국제방송)에서 대한민국 20대를 청년대표 5인에 선정되어 공익광고에 소개된바 있다.
2016년 학력파괴 청년창업 슬로건으로 대한민국 언론에 보도 되었다.
2016년 이코노믹리뷰 [사람이 답이다] “성공 방정식? 답은 현장에 있다.” 에 소개 되었다.
2016년 YTN 청년창업런웨이 출연
2017년 주식회사 박스마스터 설립
2020년 홍익대학교 아날로그디자인 강연
2020년 코로나바이러스 비말 차단 신소재 마스크 개발

## 활동
인쇄산업 인식 개선을 위한 토론 및 활동